# Igreja dos Santos Vicente e Anastácio em Trevi
Santi Vincenzo e Anastasio a Trevi ou Igreja dos Santos Vicente e Anastácio em Trevi) é uma igreja barroca de Roma, Itália, localizada no rione Trevi. Construída entre 1646 e 1650 com base num projeto do arquiteto Martino Longhi, o Jovem perto da Fontana di Trevi e do Palácio Quirinal, do qual serviu como igreja paroquial, e notável por ser o local onde os precórdios e corações embalsamados de 25 papas, de Sisto V até Leão XIII, estão abrigados. É a igreja nacional dos búlgaros em Roma.

## História
Santi Vincenzo e Anastasio a Trevi está no mesmo lugar de uma igreja medieval, mencionada em 962 numa bula do papa João XII como um braço da basílica de San Silvestro in Capite. Conhecida como Santi Vincenzo e Anastasio — Vicente e Anastácio são mártires comemorados em 22 de janeiro de acordo com o Calendário Geral Romano de 1954 — desde o século XVI, a igreja foi reconstruída em estilo barroco e completada em 1650. Dois entablamentos sobrepostos ao principal, os três com pedimentos arqueados, angulados ou quebrados, concentram a atenção no centro ricamente esculpido da fachada em dois andares, numa composição teatral "mais curiosa do que exemplar" que teve pouca influência em obras posteriores. Sua densa concentração de colunas coríntias, dez na ordem inferior e seis acima perfazem, com as duas colunas ladeando o janelão ("finestrone") do nível superior, dezoito colunas coríntias completamente distintas, o que lhe valeu o apelido de "il canneto", "moita de canas".
A igreja foi reconstruída por ordem do cardeal Mazarino, cujo brasão e galero, apresentados de forma triunfal e segurado por anjos, é o foco central da composição da fachada. Rumores da época indicam que a sobrinha de Mazarin, Marie Mancini, uma amante de Luís XIV da França, também está representado na fachada, no mascarão feminino central. A escultura de uma leiga e o fato de o brasão do catedral estar apoiado esculturas de duas mulheres de peito desnudo tornam esta igreja única entre as igrejas de Roma.
Até a década de 1820, Santi Vincenzo e Anastasio a Trevi era conhecida como "Paróquia Pontifícia" ("Parrocchia Pontificia"). Seu interior é composto de uma nave simples e o altar-mor está decorado pelo "Martírio dos Santos Vicente e Anastácio" de Francesco Pascucci. O prolífico ilustrador e gravurista italiano Bartolomeo Pinelli (1771–1835) está enterrado em Santi Vincenzo e Anastasio a Trevi.
Sua fachada em travertino se mostrou porosa e uma reforma utilizando cimento hidráulico líquido foi realizada entre 1989-90 para cessar a deterioriação.

## Galeria

Imagens da igreja
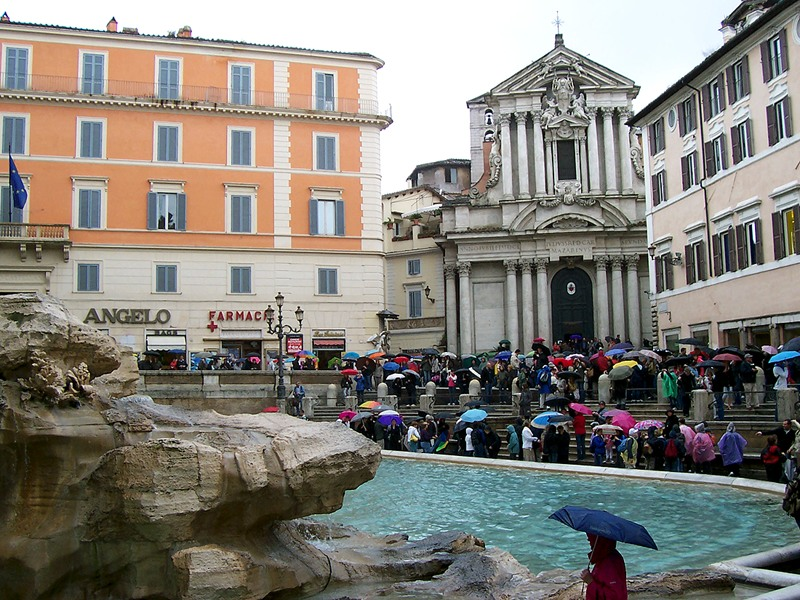
Vista a partir da Fontana di Trevi
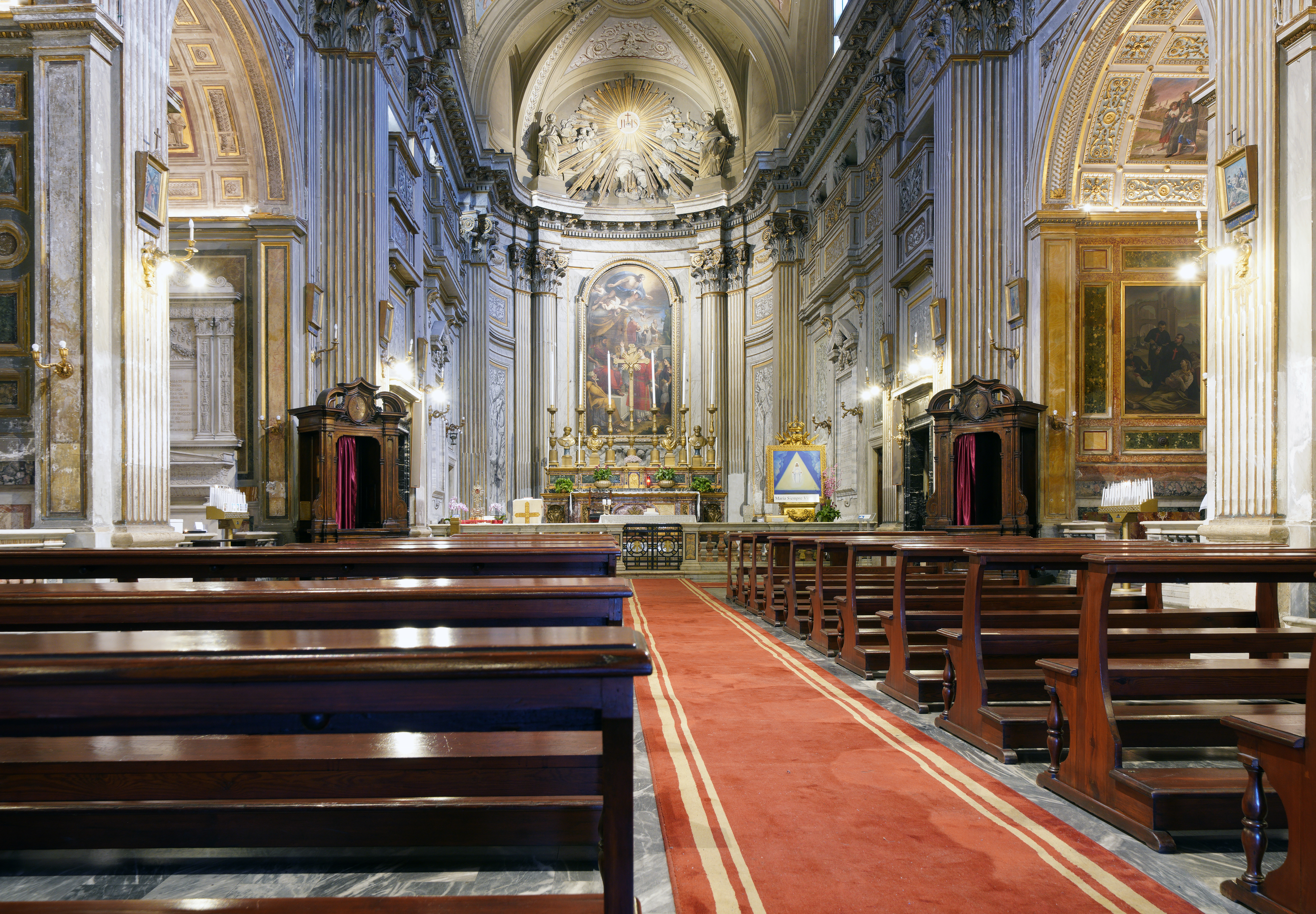
Vista do interior
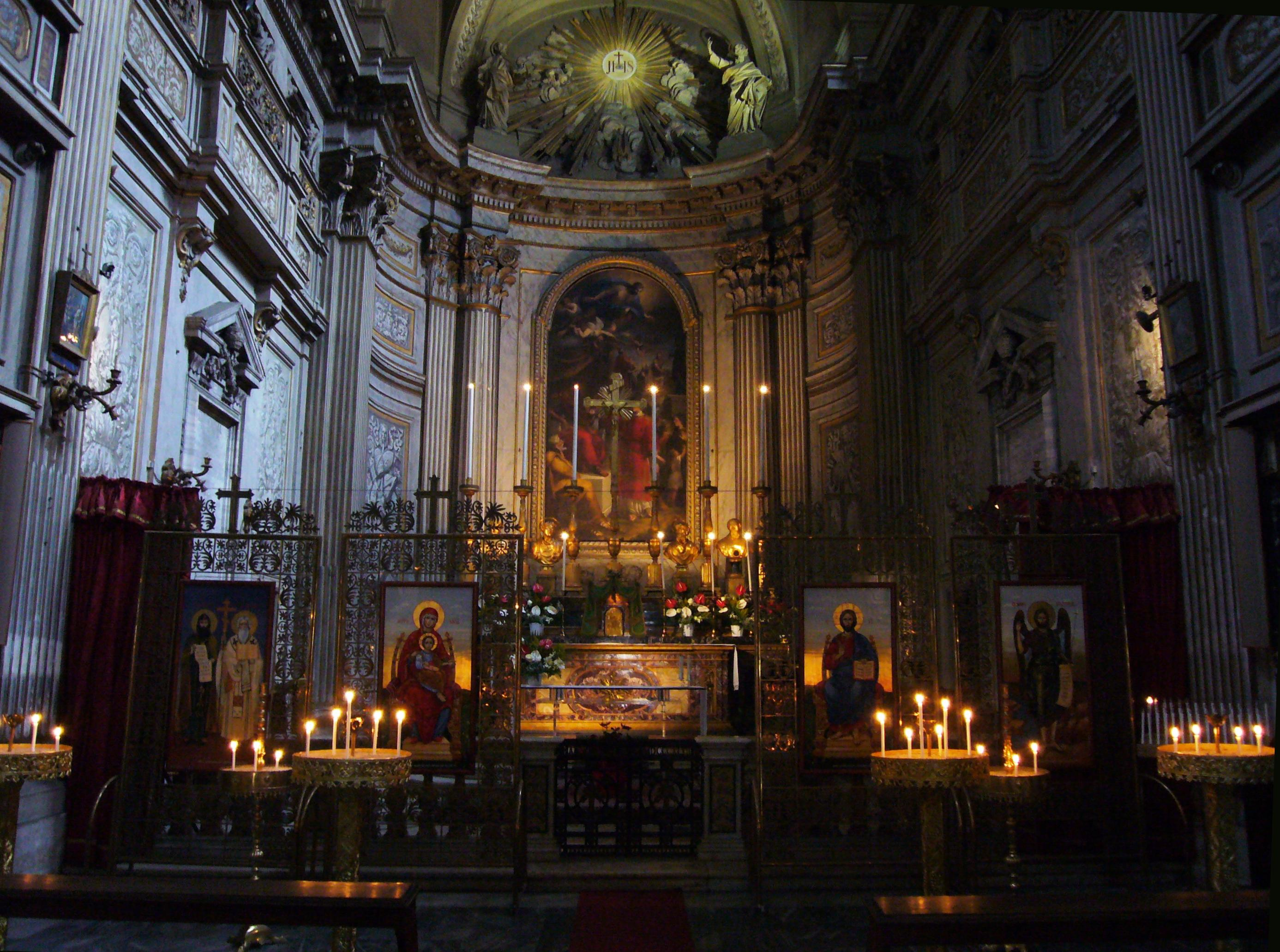
Altar-mor e a iconóstase
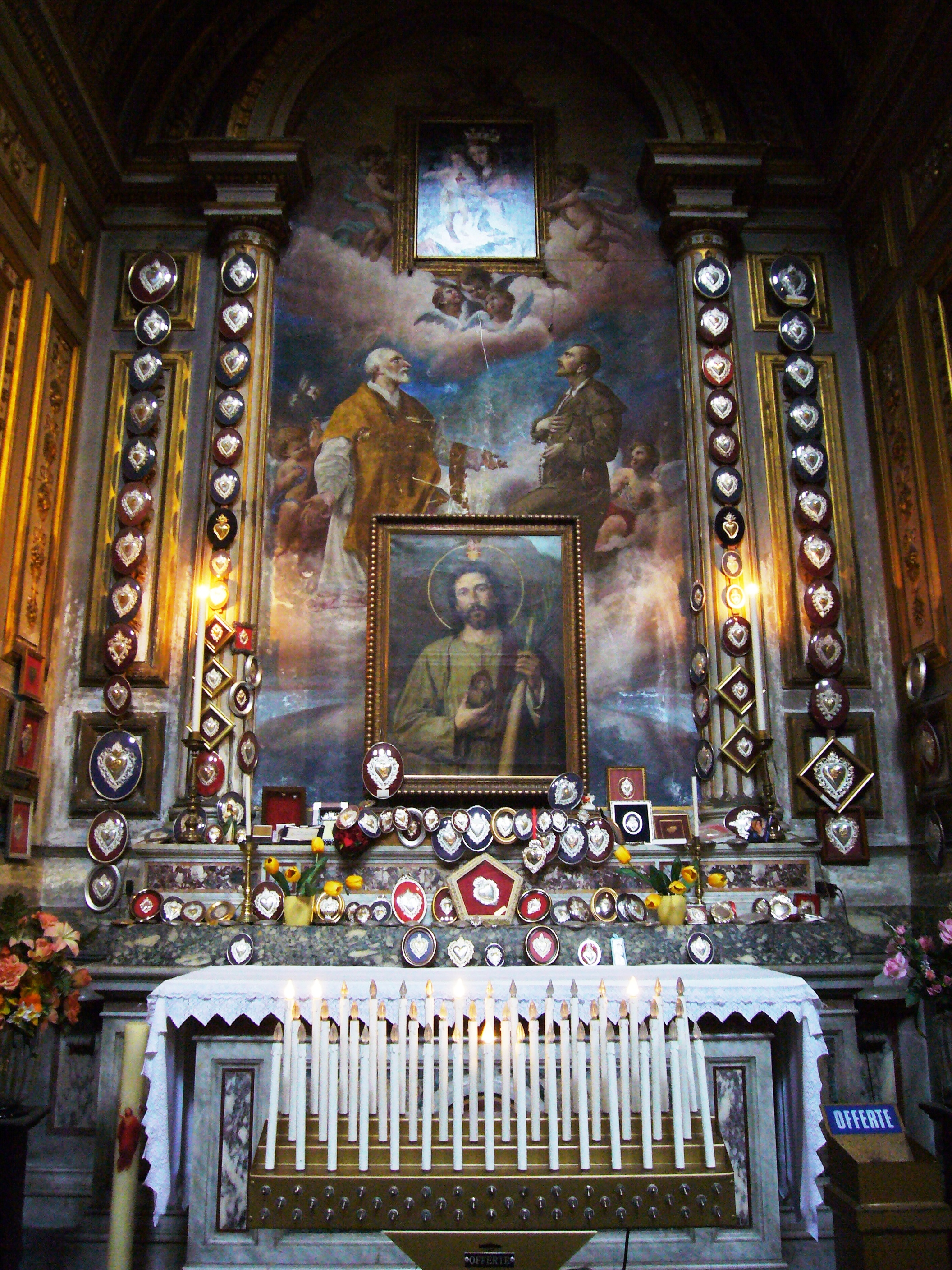
Capela de São Judas Tadeu